# 羅波韋
47°37′32″N 32°47′13″E / 47.62556°N 32.78694°E
羅波韋（烏克蘭語：Ропове），是烏克蘭南部的村莊，隸屬尼古拉耶夫州的巴什坦卡區。該村面積0.07平方公里，海拔高度77米，2001年人口10，人口密度每平方公里144.9人。